# Laborem exercens
Laborem exercens (česky: Vykonávající práci | O lidské práci) je encyklika papeže Jana Pavla II. ze 14. září 1981 pojednávající o lidské práci. Je součástí širšího souboru katolické sociální nauky, která má svůj původ v encyklice Rerum novarum papeže Lva XIII. z roku 1891.
K myšlenkám z encykliky patří:
- Práci, kterou konáme jako věřící, nemá sloužit jen k pozemskému dobru, ale i k růstu Božího království.
- Prací se vydělává na chléb.
- Přispívá k rozvoji techniky a vědy.
- Člověk si má podmanit zem, je povolán k práci.
- Práce ho odlišuje od ostatních tvorů.
- Církev připomíná: důstojnost a práva pracujících.

## Kontext
Od vydání Rerum novarum se stalo zvykem, že papežové vydávali nové spisy o sociálních otázkách v desetiletých intervalech, aby rozvíjeli učení v souladu s vývojem společenského kontextu v důsledku průmyslových a politických revolucí 20. století. Laborem exercens byl napsán na počest 90. výročí a odkazuje na Rerum novarum a na několik následujících spisů.
Papež nemohl dokument vydat v den výročí 15. května, protože dva dny předtím na něj byl spáchán atentát. Dokument Laborem exercens vydal o několik měsíců později, v září 1981.
Mezi směry, které Jan Pavel II. v encyklice zmiňuje, patří:
- Větší využívání technologií, zejména informačních technologií, které podle Jana Pavla přinesou změny srovnatelné s průmyslovou revolucí v 19. století.
- Otázky životního prostředí. Papež upozornil, že některé zdroje, zejména ropa, se stávají vzácnými. Také se začíná projevovat potřeba chránit životní prostředí.
- Lidé v rozvojových zemích se chtěli více zapojit do globální ekonomiky. Jan Pavel tento trend uvítal, ale obával se, že přinese nezaměstnanost mnoha kvalifikovaným pracovníkům, protože práce se bude rozdělovat ve větší míře.

V encyklice to není zmíněno, ale Jan Pavel měl jistě na mysli otázku práce, a to založení Solidarity, nezávislého odborového svazu se silnými katolickými kořeny, v jeho rodném Polsku v roce 1980. Jan Pavel znal Lecha Wałęsu, zakladatele Solidarity, a nejednou se s ním setkal během návštěvy vlasti v roce 1979.

## Důstojnost práce

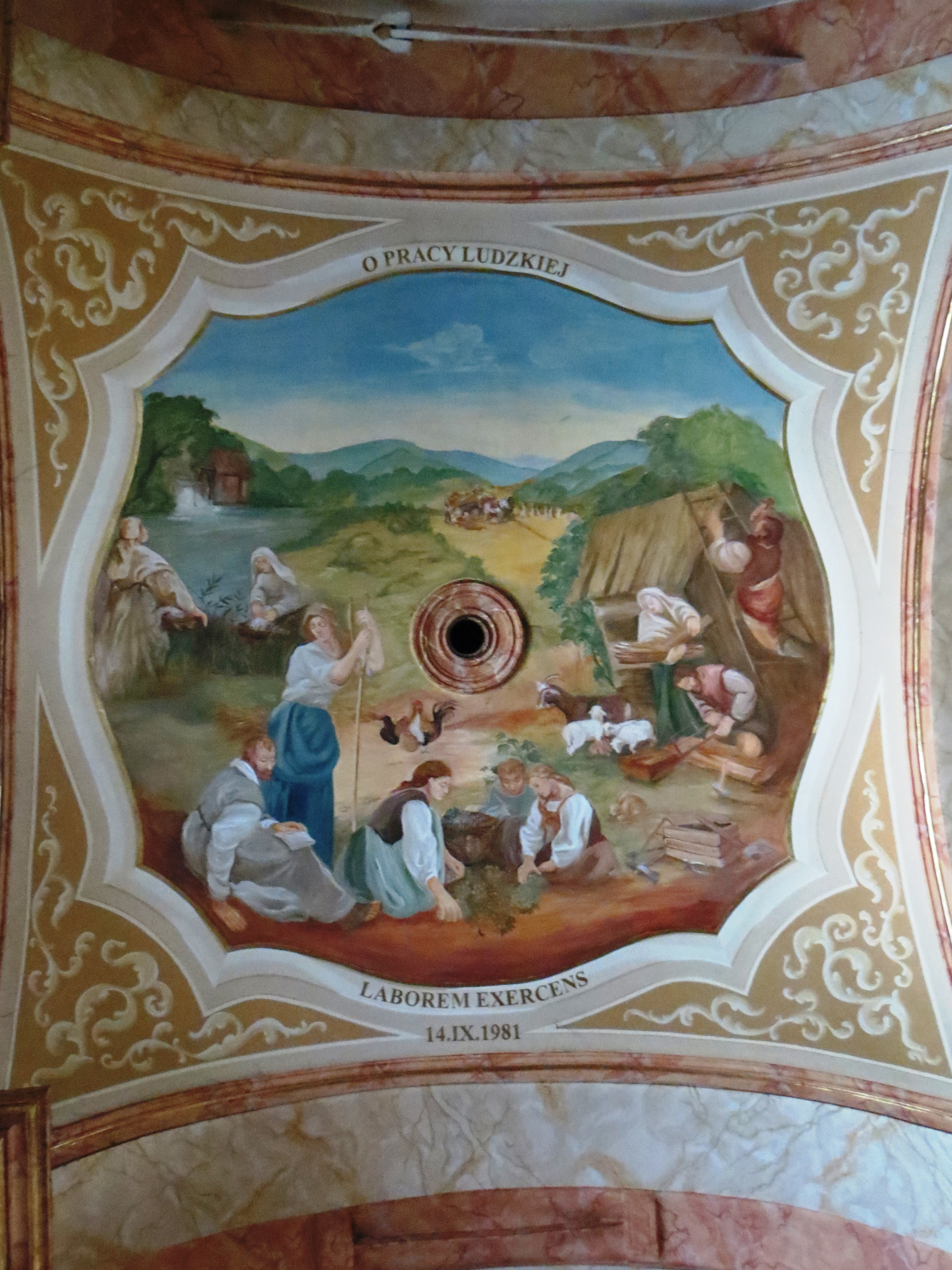
Malba na stropě baziliky Panny Marie ve Wadowicích

Laborem exercens začíná biblickým argumentem, že práce je víc než jen činnost nebo zboží, ale je podstatnou součástí lidské přirozenosti.
Církev nachází na prvních stránkách knihy Genesis zdroj svého přesvědčení, že práce je základním rozměrem lidské existence na zemi. ...Když člověk, který byl stvořen „k obrazu Božímu, ... jako muž a žena“ – Gn 1, 27 (Kral, ČEP), slyší slova: „Ploďte a množte se a naplňte zemi a podmaňte si ji“ – Gn 1, 28 (Kral, ČEP), i když tato slova neodkazují přímo a výslovně na práci, mimo jakoukoli pochybnost ji nepřímo naznačují jako činnost, kterou má člověk ve světě vykonávat.
Práce nebyla důsledkem Adamova hříchu, ale byla lidstvu dána od okamžiku stvoření. Jan Pavel II. z této pasáže vyvozuje závěr, že práce je pro lidskou přirozenost nezbytná a že „člověk je subjektem práce“.
Člověk si musí podmanit zemi a ovládnout ji, protože jako „obraz Boží“ je osobou, tj. subjektivní bytostí schopnou plánovitě a racionálně jednat, schopnou rozhodovat o sobě a se sklonem k seberealizaci. Jako osoba je tedy člověk subjektem práce.
Jan Pavel rozlišuje mezi prací a námahou. Práce je nedílnou součástí lidské přirozenosti, zatímco dřina je podle knihy Genesis důsledkem hříchu. Obojí dnes nelze oddělit, ale stále můžeme najít povznášející a naplňující aspekt práce, který Jan Pavel nazývá pracovitostí.
Základní a původní Boží záměr ve vztahu k člověku, kterého stvořil ke svému obrazu a podle své podoby (srov. Gn 1, 26–27 (Kral, ČEP)), nebyl odvolán ani zrušen, ani když člověk, který porušil původní smlouvu s Bohem, uslyšel slova: „V potu tváře budeš jíst chléb“ – Gn 3, 19 (Kral, ČEP). Tato slova odkazují na někdy těžkou dřinu, která od té doby provází lidskou práci. ... A přesto, navzdory vší této dřině – možná v jistém smyslu právě kvůli ní – je práce pro člověka dobrou věcí. ... Prací člověk nejen přetváří přírodu, přizpůsobuje ji svým potřebám, ale také dosahuje naplnění jako lidská bytost a skutečně se v jistém smyslu stává „více člověkem“.
V moderním světě existuje mnoho situací, které mají tendenci snižovat důstojnost práce. Jan Pavel II. je nazval „ohrožením správného řádu hodnot“. Například když se s prací zachází jako s produktem, který se má prodat, nebo když jsou pracovníci považováni za neosobní „pracovní sílu“, pak se s lidmi zachází jako s nástroji, a ne jako se subjektem práce. K dalším porušením důstojnosti patří nezaměstnanost, nedostatečná zaměstnanost vysoce kvalifikovaných pracovníků, nedostatečná mzda k zajištění života, nedostatečná jistota zaměstnání a nucená práce.
Jan Pavel II. uznal, že technologie je velkým přínosem, pokud je považována za nástroj, a ne za pána. Technologie však přináší i určitá rizika.
Technologie, chápaná v tomto případě nikoliv jako schopnost či nadání k práci, ale spíše jako soubor nástrojů, které člověk při své práci používá, je nepochybně spojencem člověka. Usnadňuje mu práci, zdokonaluje ji, urychluje a rozšiřuje. Vede ke zvýšení množství věcí vyrobených prací a v mnoha případech zlepšuje jejich kvalitu. Je však také skutečností, že v některých případech může technika přestat být spojencem člověka a stát se téměř jeho nepřítelem, jako když mechanizace práce člověka „vytlačuje“, bere mu veškeré osobní uspokojení a podněty k tvořivosti a odpovědnosti, když připravuje mnohé pracovníky o jejich dosavadní zaměstnání nebo když povýšením stroje snižuje člověka do postavení jeho otroka.

## Pracovní síla a kapitál
V Laborem exercens Jan Pavel II. stanovil následující základní priority jako rámec pro diskusi o otázkách práce, kapitálu a vlastnictví:
- Práce má přednost před kapitálem.
- Lidé jsou důležitější než věci.[9]

Pro srovnání jmenoval dvě myšlenky, které považoval za omyly: materialismus a ekonomismus. Materialismus podřizuje lidi majetku, zatímco ekonomismus považuje hodnotu lidské práce pouze podle jejího ekonomického účelu. Jan Pavel II. místo toho doporučuje filozofii personalismu.
Pracující člověk si přeje nejen náležitou odměnu za svou práci, ale také to, aby mu bylo v rámci výrobního procesu umožněno vědět, že při své práci, a to i na něčem, co je ve společném vlastnictví, pracuje „pro sebe“. Toto vědomí v něm uhasíná v systému přílišné byrokratické centralizace, která dává dělníkovi pocítit, že je jen kolečkem v obrovském stroji, který se pohybuje shora.
V moderním pracovním prostoru je velmi složité stanovit vlastnická práva. Přírodní zdroje je třeba uznávat jako Boží dar, který patří všem. Jakékoli používané nástroje nebo technologie navazují na předchozí práci nesčetných generací a jsou nadále ovlivňovány těmi, kdo je používají v současnosti.
Je-li pravda, že kapitál jako celek výrobních prostředků je zároveň produktem práce generací, je stejně tak pravda, že kapitál je neustále vytvářen prací vykonávanou pomocí všech těchto výrobních prostředků, a tyto prostředky lze považovat za velký pracovní stůl, na němž den co den pracuje současná generace dělníků.
Na základě tohoto názoru Jan Pavel navrhl flexibilní a dynamický pohled na vlastnictví a ekonomiku a doporučil opatření, v nichž se pracovníci podílejí na vlastnictví, jako je vlastnictví akcií pracovníky, společné vlastnictví a podíl na zisku.

## Nepřímý zaměstnavatel
Jan Pavel II. zkoumal práva pracovníků v kontextu širšího obrazu zahrnujícího přímé i nepřímé zaměstnavatele. Přímý zaměstnavatel pracovníka je"„osoba nebo instituce, s níž pracovník přímo uzavírá pracovní smlouvu“. Nepřímí zaměstnavatelé jsou jiné osoby, skupiny a struktury, které ovlivňují nebo omezují přímého zaměstnavatele.
Pojem nepřímý zaměstnavatel zahrnuje jak osoby a instituce různého druhu, tak i kolektivní pracovní smlouvy a zásady chování, které jsou těmito osobami a institucemi stanoveny a které určují celý socioekonomický systém nebo jsou jeho výsledkem. ... Nepřímý zaměstnavatel podstatným způsobem určuje ten či onen aspekt pracovního vztahu.
Jako jeden z příkladů uvádí Jan Pavel II. výrobní podniky v rozvinutých zemích, které nakupují suroviny z méně rozvinutých zemí. Pokud odběratelé trvají na co nejnižších cenách, jsou nepřímo postiženi pracovníci v jiné části světa. K vytvoření pracovní politiky, která zajistí spravedlnost pro každého pracovníka, je třeba pracovat nejen s přímými zaměstnavateli, ale také identifikovat a koordinovat nepřímé zaměstnavatele.
Jan Pavel II. navrhuje, aby tato práce správně náležela vládám i mezinárodním organizacím, jako je Organizace spojených národů a Mezinárodní organizace práce.

## Práva zaměstnanců

### Plná zaměstnanost
„Nejprve musíme zaměřit pozornost na základní otázku: otázku nalezení práce, nebo jinými slovy, otázku vhodného zaměstnání pro všechny, kteří jsou ho schopni.“ Problémem není nedostatek zdrojů – „nápadné přírodní zdroje zůstávají nevyužity“ – ale špatná organizace. Kritéria plné zaměstnanosti bude dosaženo pouze plánováním a koordinací všech nepřímých zaměstnavatelů a lepší koordinací vzdělávání se zaměstnáním.

### Mzdy a benefity
Jan Pavel II. navrhl jako minimální mzdu rodinnou mzdu, tj. takovou, aby uživila pracovníka a jeho rodinu. Ženy s dětmi mají právo buď zůstat doma, nebo pracovat mimo domov s přizpůsobením se rodinné zodpovědnosti. Doporučoval také benefity zahrnující zdravotní pojištění, penzijní a úrazové pojištění, víkendy a dovolenou jako součást „korektního vztahu mezi pracovníkem a zaměstnavatelem“.

### Odbory
Jan Pavel II. znovu zdůraznil význam odborového sdružování pracovníků. Toto právo se neomezuje pouze na průmyslové dělníky, ale náleží každé třídě a profesi. Naléhá na odbory, aby svůj boj vnímaly jako pozitivní boj za sociální spravedlnost, nikoliv jako boj proti protivníkovi. Potvrdil právo odborů na stávku – „tento způsob je katolickou sociální naukou uznáván jako legitimní za vhodných podmínek a ve spravedlivých mezích“ –, ale „stávková zbraň“ je krajní prostředek, který by se měl používat jen zřídka.

### Důstojnost práce v zemědělství
Papež zdůraznil důstojnost zemědělských pracovníků a některé konkrétní obtíže a nespravedlnosti, kterým čelí. Patří k nim větší izolace, těžká fyzická práce, nedostatečné mzdy, dávky a školení a útlak těch, kdo skutečně obdělávají půdu, ze strany bohatých vlastníků půdy. „V mnoha situacích jsou proto nutné radikální a naléhavé změny, aby se zemědělství – a venkovským lidem – vrátila jejich spravedlivá hodnota jako základu zdravého hospodářství v rámci rozvoje celého sociálního společenství.“

### Práva zdravotně postižených osob
Osoby se zdravotním postižením mají stejná práva jako ostatní pracovníci: „Osoba se zdravotním postižením je jedním z nás a plně se podílí na stejné lidskosti, jakou máme my.“ Papež připustil náklady a další překážky, ale věří, že je lze překonat, když budou společenství spolupracovat a práva pracovníků budou prioritou.

### Emigrace a práce
Jan Pavel II. vyjádřil znepokojení nad fenoménem lidí, kteří trvale nebo sezónně emigrují za prací:
- Emigrace znamená ztrátu pro zemi původu.
- Kulturní přizpůsobení je často obtížné.
- Lidé pracující mimo svou zemi původu mohou být zranitelní vůči vykořisťování.[18]

Každá země by měla mít zákony na ochranu práv přistěhovaleckých pracovníků, aby se jim dostalo rovného zacházení.

## Spiritualita práce
Laborem exercens uzavírá oddíl o významu práce pro křesťanskou spiritualitu. Jan Pavel II. vybídl církev, aby rozvíjela a vyučovala spiritualitu práce, k čemuž navrhl následující složky:
- Lidská práce a odpočinek jsou podílem na činnosti Boha, Stvořitele.[20]
- Práce je následování Ježíše, tesaře, a apoštola Pavla, výrobce stanů. Ve Starém i Novém zákoně je uvedeno mnoho dalších příkladů různých povolání.[21]
- „Tím, že člověk snáší námahu práce ve spojení s Kristem, který byl za nás ukřižován, spolupracuje svým způsobem s Božím Synem na vykoupení lidstva.“[22]